# Schizomus arganoi
Schizomus arganoi är en spindeldjursart som beskrevs av Brignoli 1973. Schizomus arganoi ingår i släktet Schizomus och familjen Hubbardiidae. Inga underarter finns listade i Catalogue of Life.